# Jesenwang
Jesenwang es un municipio situado en el distrito de Fürstenfeldbruck, en el estado federado de Baviera (Alemania), con una población a finales de 2016 de unos 1541 habitantes.
Se encuentra ubicado en la región de Alta Baviera, a poca distancia al oeste de la ciudad de Múnich —la capital del estado—.